# Colonização do oceano
A colonização do oceano é a teoria e a prática de assentamentos humanos permanentes nos oceanos. Tais assentamentos podem ser plataformas seastead flutuantes na superfície da água, ou existir como habitats subaquáticos seguros no fundo do oceano ou numa posição intermediária.
Um dos objetivos principais da colonização do oceano é a expansão da área habitável. Outros benefícios possíveis incluem a ampliação do acesso aos recursos submarinos, novas formas de governança (por exemplo micronações) e novas atividades recreativas.
As lições aprendidas com a colonização do oceano podem ser aplicáveis à colonização espacial. O oceano pode revelar-se mais simples de colonizar do que o espaço e, portanto, ocorrer em primeiro lugar, proporcionando um campo de testes para o este. Particularmente, na questão da soberania, podem haver muitas semelhanças entre a colonização do oceano e a do espaço; os ajustes à vida social sob circunstâncias mais severas se aplicariam de forma semelhante ao oceano e ao espaço; e muitas tecnologias podem ser úteis em ambos os ambientes.